# Puya ferreyrae
Puya ferreyrae är en gräsväxtart som beskrevs av Lyman Bradford Smith. Puya ferreyrae ingår i släktet Puya och familjen Bromeliaceae. Inga underarter finns listade i Catalogue of Life.